# Simão Júnior
Simão Júnior, né le 29 août 1998 à Agualva-Cacém, est un footballeur international bissaoguinéen. Il joue au poste de défenseur central à l'UD Vilafranquense.

## Carrière

### En sélection
Il fait ses débuts en sélection le 26 mars 2021 contre l'Eswatini dans le cadre des qualifications à la CAN 2021.